# Nottwil
Nottwil är en ort och kommun vid sjön Sempachersee i distriktet Sursee i kantonen Luzern, Schweiz. Kommunen har 4 149 invånare (2023).